# Hubertus Siegert

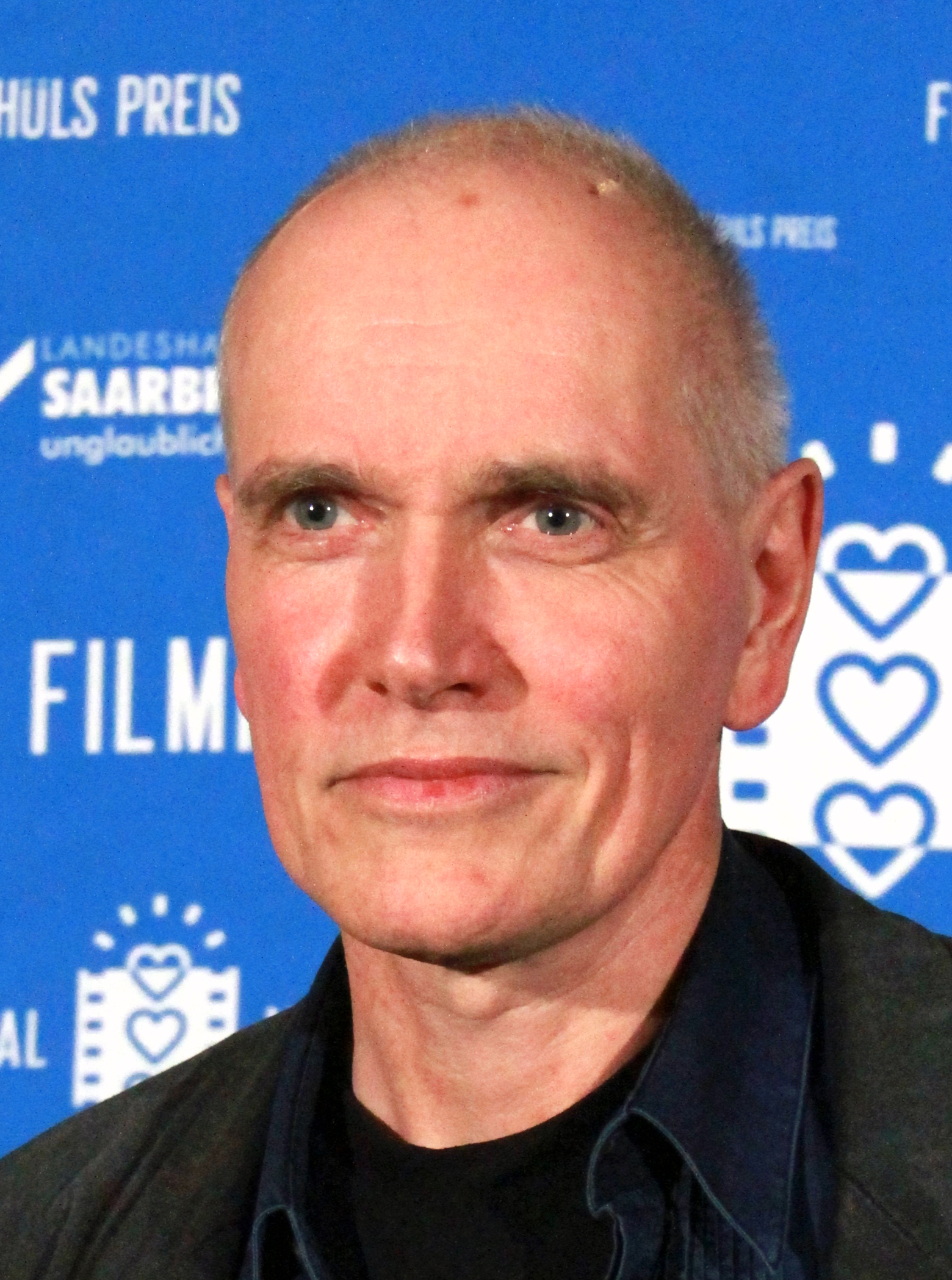
Hubertus Siegert auf dem Max Ophüls Festival 2015

Hubertus Siegert (* 4. Oktober 1959 in Düsseldorf) ist ein deutscher Regisseur und Produzent von Kino-Dokumentarfilmen.

## Leben und Werk
Hubertus Siegert studierte an der FU Berlin Geschichte und Kunstgeschichte, Theater- und Filmwissenschaften, im Anschluss Landschaftsarchitektur an der TU Berlin.
In den 1990er-Jahren begann er in verschiedenen Bereichen der Filmproduktion als Produktionsleiter, Sounddesigner und Schnittassistent zu arbeiten (u. a. Neues Deutschland von Philip Gröning, 1993; Der Trinker von Tom Toelle 1995). Seine ersten Regiearbeiten waren Kurzfilme, u. a. der Film Zwischen den Zeiten – Berlin Gleisdreieck, in dem der diplomierte Landschaftsplaner die Themen Landschafts- und Stadtgeschichte filmisch dokumentierte und mehrere Preise erhielt.
1992 gründete Siegert die Produktionsfirma S.U.M.O. Film und konzentriert sich seitdem auf die Arbeit als Regisseur und Produzent von Kinodokumentarfilmen. Sein erster Kinofilm Berlin Babylon, noch auf 35 mm gedreht, war Eröffnungsfilm der Panorama-Sektion der Berlinale 2001. und einer der fünf erfolgreichsten deutschen Dokumentarfilme im selben Jahr im Kino. In diesem Film setzt Siegert seine Auseinandersetzung mit den Themen Stadtgeschichte und Architektur in einer fünfjährigen Beobachtung der wichtigsten Akteure des Baubooms nach dem Fall der Berliner Mauer fort.
Die Dokumentation zahlreicher gleichberechtigter Protagonisten findet sich auch in seinem Film Klassenleben von 2004. Hier begleitet Siegert ein halbes Jahr lang eine Berliner Grundschulklasse, in der behinderte und nicht behinderte Schüler gemeinsam lernen.
2014 produzierte er den Film Dirigenten! – Jede Bewegung zählt (Regie: Götz Schauder) über den Dirigentenwettbewerb George Solti.
Im Juni 2015 kam sein erster internationaler Dokumentarfilm Beyond Punishment in die Kinos, der die Bewältigung dreier Gewaltverbrechen in unterschiedlichen Strafsystemen verfolgt. Dieser wurde für den Deutschen Filmpreis als Bester Dokumentarfilm nominiert. und als bester Dokumentarfilm beim Filmfestival Max Ophüls Preis ausgezeichnet.
2019 startete Siegert – begleitet durch eine aufwendige, speziell entwickelte Cinema-on-Demand-Kampagne – seinen Film Die Kinder der Utopie an nur einem einzigen Abend vor 20.000 Zuschauern in 170 deutschen Kinos. Der Film kehrt 12 Jahre später zu den mittlerweile erwachsenen Protagonisten des Filmes Klassenleben zurück.
Seit 2018 entwickelt und produziert er die beobachtende Langzeitdokumentation über die AfD unter dem Arbeitstitel Spektralfarbe Blau (Regie: Simon Brückner), der 2022 als Berlinale Special uraufgeführt wurde.
2009 bis 2017 war er Vorstandsmitglied der Deutschen Filmakademie für die Sektion Dokumentarfilm.
Siegert war von 2000 bis 2020 verheiratet und hat einen Sohn. Siegert lebt in Berlin.

### Kinofilme

#### Berlin Babylon
Der Film Berlin Babylon ist ein einzigartiges stadtgeschichtliches Zeitdokument und dokumentiert den rauschhaften Bauboom in Berlin nach dem Mauerfall. Man erlebt die Verwandlung zentraler Berliner Orte: u. a. Potsdamer Platz, Pariser Platz, Hauptbahnhof, das Jüdische Museum, das Ku’damm-Eck. Berühmte Architekten, Bauherren und Politiker sind Protagonisten des Filmes, unter anderem Ieoh Ming Pei, Helmut Jahn, Rem Koolhaas, Meinhard von Gerkan, Renzo Piano, Hans Stimmann, Helmut Kohl und Eberhard Diepgen. Den Soundtrack komponierte die deutsche Band Einstürzende Neubauten.
Kamera: Ralf K. Dobrick, Thomas Plenert
Schnitt: Peter Przygodda, Anne Schnee

#### Klassenleben
Inklusion von Anfang an: Die Berliner Flämingschule ist deutschlandweit die erste Schule, die seit 1975 behinderte und nicht behinderte Kinder gemeinsam beschult. Wie und ob das gelingt, dokumentiert der Film Klassenleben; ein halbes Jahr lang werden die Schüler der Klasse 5d von der Kamera begleitet – ohne Kommentar auf Augenhöhe der Kinder.
Kamera: Armin Fausten
Schnitt: Bernd Euscher, Heike Parplies

#### Beyond Punishment
Der internationale Dokumentarfilm beobachtet anhand von Beispielen in den USA, Norwegen und Deutschland, wie Mörder und Angehörige der Mordopfer aktiv in eine Auseinandersetzung miteinander gehen. Neben den persönlichen Schicksalen werden die Rechts- und Strafsysteme der jeweiligen Länder beleuchtet und die Möglichkeiten der Restorative Justice untersucht.
Kamera: Marcus Winterbauer, Börres Weiffenbach, Jenny Lou Ziegel
Schnitt: Anne Fabini

#### Die Kinder der Utopie
Nach 12 Jahren treffen sich die Protagonisten des Filmes Klassenleben wieder: Sechs junge Erwachsene schauen zurück auf ihre gemeinsame Grundschulzeit in einer Inklusionsklasse. Dass die inklusive Schulzeit sie prägte, wird in dem Film mehr als deutlich. Ob Inklusion funktioniert hat, lässt der Regisseur die Zuschauer selbst entscheiden. Eine einzigartige Langzeitstudie zum Thema Inklusion in der Schule.
Kamera: Thomas Eirich-Schneider, Marcus Winterbauer, Frank Marten Pfeiffer, Michel Links
Musik: F. S. Blumm

### Weitere dokumentarische Filmarbeiten

#### 24h Berlin – Ein Tag im Leben
Das Format 24h Berlin ist die erste in Echtzeit erzählte Dokumentation im Fernsehen. Konzeptentwickler und leitender Regisseur ist Volker Heise, Produzent ist Thomas Kufus. 80 Dreh-Teams drehten von morgens um 6:00 bis zum nächsten Morgen 24 Stunden lang in allen Bezirken Berlins.
Siegert dokumentiert in der Justizvollzugsanstalt Tegel einen Tag im Leben eines zu lebenslanger Freiheitsstrafe bei besonderer Schwere der Schuld verurteilten Mörders.
24h Berlin wurde ab dem 5. September 2009 ab 6 Uhr morgens bis zum 6. September 6 Uhr morgens im rbb Fernsehen, europaweit auf ARTE, dem niederländischen Sender VPRO und im finnischen Digitalsender YLE Teema ausgestrahlt.

#### 24h Jerusalem
Das dokumentarische TV-Format zeigt das Leben von Menschen in Jerusalem – 24 Stunden lang. 70 Filmteams verfolgen vom 18. bis 19. April 2013 innerhalb von 24 Stunden die Lebensgeschichten von rund 90 Protagonisten in der geschichtsträchtigen und umkämpften Stadt.
Siegert begleitet Philippe Agret, den Chef der Nachrichtenagentur AFP in Jerusalem und den palästinensischen Territorien. Man erlebt Agret von den ersten Telefonaten am Frühstückstisch, in der Agentur, auf einer Fahrt nach Ramallah zum Mausoleum von Jassir Arafat, bis in die späten Abendstunden; die konfliktreiche Arbeits- und Lebenssituation des Journalisten zwischen der Aufgabe jede Nachricht aus zwei unabhängigen Quellen bestätigt zu bekommen sowie die nötigen Allianzen mit Informationspartnern aus den beiden so sehr verfeindeten Lagern aufrechtzuerhalten.
24h Jerusalem wurde im April 2014 24 Stunden lang auf ARTE und im Bayerischen Fernsehen sowie auf NRK und YLE ausgestrahlt.

#### 24h Bayern – Ein Tag Heimat
Nach den erfolgreichen Formaten 24h Berlin und 24h Jerusalem dokumentiert 24h Bayern in Echtzeit das Leben von Menschen eines ganzen Bundeslandes. Gedreht wurde vom 3. Juni 2016 bis 4. Juni 2016 und die Erstausstrahlung erfolgte am 5. und 6. Juni 2017 im Bayerischen Rundfunk. Siegert dokumentiert ab 6 Uhr früh den Tag eines Binnenschiffs-Kapitäns auf einem Gütermotorschiff im Rhein-Main-Donau-Kanal.

## Filmografie (Auswahl)
- 1985: Gleisdreieck (Drehbuch, Regie, Produzent)
- 1992: Stravinsky in Berlin (Drehbuch, Regie, Produzent)
- 1993: Sonnenjuwel (Drehbuch, Regie, Produzent)
- 1997: The Orange Kiss (Drehbuch, Regie, Produzent)
- 2001: Berlin Babylon (Drehbuch, Regie, Produzent)
- 2005: Klassenleben (Drehbuch, Regie, Produzent)
- 2009: 24h Berlin – Ein Tag im Leben (Episoden-Regie)
- 2014: 24h Jerusalem (Episoden-Regie)
- 2014: Conduct! Jede Bewegung zählt (Produzent)
- 2017: 24 h Bayern – Ein Tag Heimat (Episoden-Regie)
- 2015: Beyond Punishment (Drehbuch, Regie, Produzent)
- 2018: Die Kinder der Utopie (Drehbuch, Regie, Produzent)
- 2022: Eine deutsche Partei – Weltpremiere 72. Berlinale 2022 Special[23] (Produzent)
- in Entwicklung seit 2020: Body Gravity (Drehbuch, Regie)

## Preise (Auswahl)
- 2015 Beyond Punishment: Max Ophüls Preis als Bester Dokumentarfilm[24]
- 2015 Deutscher Regiepreis Metropoli des Bundesverbands Regie Beste Dokumentarfilmregie
- 2015 Beyond Punishment: Bester Dokumentarfilm beim Neiße Filmfestival[25]
- 2015 Beyond Punishment: Nominierung zum Deutschen Filmpreis 2015 in der Kategorie 'Bester Dokumentarfilm’.
- 2015: Hessischen Filmpreis in der Kategorie 'Bester Dokumentarfilm'.
- 2015 Conduct!: Bester regionaler Langfilm beim Lichter Filmfest 2015[26]